# Jean-Alexis Evrat
Jean-Alexis Evrat (17 janvier 1765 à Dijon - 6 novembre 1835 à Paris) est un médecin français, membre éminent de l'Académie nationale de médecine.

## Biographie
Il fit sa carrière dans la médecine à Dijon puis à Paris. Elève de Guillaume Dupuytren, il reçoit la médaille d'or de l'Ecole de chirurgie en 1788. Il est chirurgien-major du bataillon des Prémontrés en 1790, médecin chef à l'hôpital militaire de Meaux en 1792 puis se spécialise en gynécologie. En 1811, il réside au 23 rue de Sèvres à Paris comme accoucheur.
Devenu médecin de Charles X et de la duchesse d'Angoulême, il est nommé accoucheur de Marie-Caroline de Bourbon-Siciles, duchesse de Berry, et à ce titre est le médecin accoucheur en 1820 de Henri d'Artois, duc de Bordeaux et fils posthume du duc de Berry assassiné par Louvel.
En 1815, il s'associe à son gendre François-Joseph Moreau et ils deviennent médecins accoucheurs de Marie-Amélie de Bourbon-Siciles, duchesse d'Orléans et future reine des Français.

## Famille
Fils d'une famille de négociants de Dijon, il épouse Marguerite Elisabeth Eléonore Lerat, fille d'un bourgeois carrossier de Paris et petite-fille du maître charron d'artillerie d'Auxonne. De leur union, naîtront 2 filles : Virginie (1791-1834) qui épousera le médecin François-Joseph Moreau et Alexine (1797-1865) qui épousera le conseiller d’État Jacques-Simon Tournouër.
Il achète en 1828 un grand domaine en Côte-d'Or à Losne - le château de La Borde, qui sera hérité par son petit-fils Jacques-Raoul Tournouër Il est également propriétaire d'une demeure à proximité de Paris à Bry-sur-Marne où se situent les sépultures familiales.
Sa descendance sera constituée de Jacques-Raoul Tournouër - géologue et paléontologue, Pierre Génouville - maire de Le Chesnay, Maurice Bastide du Lude - aquafortiste et sculpteur, Olivier Moreau-Néret - haut fonctionnaire et président du Crédit Lyonnais, GérardAboville - navigateur et homme politique.